# Deutsche Leichtathletik-Meisterschaften 1950/Resultate
Die 50. Deutschen Leichtathletik-Meisterschaften wurden am 5. und 6. August 1950 im Stuttgarter Neckarstadion ausgetragen.
In der hier vorliegenden Auflistung werden die in den verschiedenen Wettbewerben jeweils ersten sechs platzierten Leichtathletinnen und Leichtathleten aufgeführt. Eine Übersicht mit den Medaillengewinnerinnen und -gewinnern sowie einigen Anmerkungen zu den Meisterschaften findet sich unter dem Link Deutsche Leichtathletik-Meisterschaften 1950.
Wie immer gab es einige Disziplinen, die zu anderen Terminen an anderen Orten stattfanden – in den folgenden Übersichten jeweils konkret benannt.
Hier die ausführlichen Ergebnislisten der Meisterschaften:

## Meisterschaftsresultate Männer

### 100 m
| Platz | Athlet, Verein                          | Zeit (s) |
| ----- | --------------------------------------- | -------- |
| 1     | Werner Zandt (Stuttgarter Kickers)      | 10,6     |
| 2     | Konrad Wittekindt (Eintracht Frankfurt) | 10,7     |
| 3     | Heinz Fischer (Preussen Krefeld)        | 10,7     |
| 4     | Horst Sturm (SV Phönix Ludwigshafen)    | 10,8     |
| 5     | Theo Slamen (Deutscher SC Düsseldorf)   | 10,9     |
| 6     | Josef Heinen (Preussen Krefeld)         | 11,0     |

Datum: 6. August

### 200 m
| Platz | Athlet, Verein                         | Zeit (s) |
| ----- | -------------------------------------- | -------- |
| 1     | Werner Zandt (Stuttgarter Kickers)     | 21,7     |
| 2     | Herbert Wudtke (VfB Stuttgart)         | 21,8     |
| 3     | Leo Lickes (CSV Marathon 1910 Krefeld) | 21,8     |
| 4     | Karl-Friedrich Haas (1. FC Nürnberg)   | 21,9     |
| 5     | Eugen Vogt (VfL München)               | 22,2     |
| 6     | Ulrich Wolters (ASV Nordrach)          | 22,4     |

Datum: 5. August

### 400 m
| Platz | Athlet, Verein                           | Zeit (s) |
| ----- | ---------------------------------------- | -------- |
| 1     | Hubert Huppertz (Rot-Weiß Koblenz)       | 47,4     |
| 2     | Hans Geister (CSV Marathon 1910 Krefeld) | 47,6     |
| 3     | Gerhard Audorf (Rot-Weiß Koblenz)        | 47,6     |
| 4     | Georg Sallen (OSV Hörde)                 | 49,0     |
| 5     | Oskar Wegener (Holstein Kiel)            | 49,2     |
| 6     | Walter Rederscheid (Berliner SC)         | 49,5     |

Datum: 6. August

### 800 m
| Platz | Athlet, Verein                          | Zeit (min) |
| ----- | --------------------------------------- | ---------- |
| 1     | Günther Steines (Rot-Weiß Koblenz)      | 1:50,9     |
| 2     | Urban Cleve (Preussen Krefeld)          | 1:51,4     |
| 3     | Heinz Ulzheimer (Eintracht Frankfurt)   | 1:51,6     |
| 4     | Karl-Heinz Surray (Rot-Weiß Oberhausen) | 1:53,9     |
| 5     | Klaus Wiegel (MTV Lüneburg)             | 1:54,5     |
| 6     | Günter Dohrow (SCC Berlin)              | 1:54,5     |

Datum: 6. August

### 1500 m
| Platz | Athlet, Verein                    | Zeit (min) |
| ----- | --------------------------------- | ---------- |
| 1     | Rolf Lamers (Rot-Weiß Oberhausen) | 3:54,0     |
| 2     | Ludwig Warnemünde (VfL Pinneberg) | 3:55,2     |
| 3     | Heinz Laufer (TG Schwenningen)    | 3:55,4     |
| 4     | Werner Lueg (TSV Iserlohn)        | 3:56,8     |
| 5     | Kurt Anderko (SpVgg. Feuerbach)   | 3:57,6     |
| 6     | Richard Lehmann (VfL Konstanz)    | 3:59,8     |

Datum: 5. August

### 5000 m
| Platz | Athlet, Verein                            | Zeit (min) |
| ----- | ----------------------------------------- | ---------- |
| 1     | Herbert Schade (Barmer TV 1846 Wuppertal) | 14:38,6    |
| 2     | Erich Müller (1. FC Schweinfurt 05)       | 15:16,0    |
| 3     | Günter Heßelmann (SuS 09 Dinslaken)       | 15:16,2    |
| 4     | Helmut Bolzhauser (TSV Esslingen)         | 15:26,2    |
| 5     | Hans Glöckler (TSV 1860 München)          | 15:29,2    |
| 6     | Willi Holtkamp (Rot-Weiß Koblenz)         | 15:53,6    |

Datum: 6. August

### 10.000 m
| Platz | Athlet, Verein                      | Zeit (min) |
| ----- | ----------------------------------- | ---------- |
| 1     | Hermann Eberlein (TSV 1860 München) | 31:32,4    |
| 2     | Siegfried Steller (SCC Berlin)      | 32:04,8    |
| 3     | Klaus Metz (Eintracht Frankfurt)    | 32:04,8    |
| 4     | Hans Scharnbeck (SCC Berlin)        | 33:28,0    |
| 5     | Heinz Jordan (VfL Bochum)           | 33:59,0    |
| 6     | Alfred Brinkmann (Werder Bremen)    | 34:04,2    |

Datum: 5. August

### Marathon
| Platz | Athlet, Verein                            | Zeit (h) |
| ----- | ----------------------------------------- | -------- |
| 1     | Wilfried Hogrefe (Eintracht Hannover)     | 2:46:48  |
| 2     | Wilhelm Bürklein (ESV Rot-Weiß Stuttgart) | 2:50:23  |
| 3     | Ernst Weber (SCC Berlin)                  | 2:59:17  |
| 4     | Willy Wange (1. FC Köln)                  | 3:00:11  |
| 5     | Gerhard Scholz (SCC Berlin)               | 3:01:40  |
| 6     | Max Wiedemann (TSV 1860 München)          | 3:04:05  |

Datum: 5. August

### Marathon, Mannschaftswertung
| Platz | Verein, Besetzung                                              | Zeit (h) |
| ----- | -------------------------------------------------------------- | -------- |
| 1     | SCC Berlin (Ernst Weber, Gerhard Scholz, Otto Maybaum)         | 09:17:25 |
| 2     | FSV Frankfurt (Erich Lachhein, Hans Engel, Egon Pfarr)         | 09:41:54 |
| 3     | SV Büren 21 (Hans Starke, Brückner, Willi Trapp)               | 09:45:47 |
| 4     | ESV Rot-Weiß Stuttgart (Wilhelm Bürklein, Karl Meyer, Schmitt) | 10:19:58 |
| 5     | Hamburger SV (Wähling, Theodor Meinecke, Döhler)               | 10:52:28 |
| 6     | Werder Bremen (Lehmann, Bernabei, Spahl)                       | 11:42:44 |

Datum: 5. August

### 110 m Hürden
| Platz | Athlet, Verein                         | Zeit (s) |
| ----- | -------------------------------------- | -------- |
| 1     | Hans Zepernick (Blau-Weiß Osnabrück)   | 14,8     |
| 2     | Wolfgang Troßbach (Berliner SC)        | 15,0     |
| 3     | Ernst Becker (Werder Bremen)           | 15,0     |
| 4     | Edmund Hidas-Hikisch (VfL München)     | 15,1     |
| 5     | Günter Theilmann (Eintracht Frankfurt) | 15,2     |
| 6     | Rainer Loos (Hamburger SV)             | 15,6     |

Datum: 6. August

### 400 m Hürden
| Platz | Athlet, Verein                    | Zeit (s) |
| ----- | --------------------------------- | -------- |
| 1     | Karl Kohlhoff (Rot-Weiß Koblenz)  | 54,5     |
| 2     | Waldemar Richter (VfL 1863 Hagen) | 55,2     |
| 3     | Georg Dengler (TV Fürth 1860)     | 55,8     |
| 4     | Oskar Scharr (SpVgg. Feuerbach)   | 56,5     |
| 5     | Heinz Bockelbrinck (OSV Hörde)    | 57,7     |
| 6     | Helmut Kwozek (DTSG 74 Hannover)  | 59,0     |

Datum: 5. August

### 3000 m Hindernis
| Platz | Athlet, Verein                           | Zeit (min) |
| ----- | ---------------------------------------- | ---------- |
| 1     | Alfred Dompert (Stuttgarter Kickers)     | 9:28,6     |
| 2     | Gerhard Wiedenhorn (SpVgg. Böblingen)    | 9:46,2     |
| 3     | Peter Maassen (Barmer TV 1846 Wuppertal) | 9:46,8     |
| 4     | Franz Schifferer (TV Bad Reichenhall)    | 9:48,6     |
| 5     | Erhard Kynast (Grün-Weiß Braunschweig)   | 9:58,4     |
| 6     | Ludwig Kaindl (TSV 1860 München)         | 9:58,6     |

Datum: 6. August

### 4 × 100 m Staffel
| Platz | Verein, Besetzung                                                            | Zeit (s) |
| ----- | ---------------------------------------------------------------------------- | -------- |
| 1     | Eintracht Frankfurt (P. Schulz, W. Becker, P. Schäfer, Konrad Wittekindt)    | 41,9     |
| 2     | Preussen Krefeld (Heinz Fischer, Wilhelm Bauer, Josef Heinen, Paul Schochow) | 42,3     |
| 3     | ASV Nordrach (Kurt Spitzmüller, Borgmann, Paul Bieser, Ulrich Wolters)       | 42,4     |
| 4     | Stuttgarter Kickers (Gressle, Werner Zandt, Roland Hänssel, Heß)             | 42,8     |
| 5     | Eintracht Braunschweig (Tittman, Sievers, Stoof, Krebs)                      | 43,0     |
| DSQ   | VfB Stuttgart (Herbert Wudtke, Ellinger, Neef, Kuhn)                         |          |

Datum: 6. August

### 4 × 400 m Staffel
| Platz | Verein, Besetzung                                                                        | Zeit (min) |
| ----- | ---------------------------------------------------------------------------------------- | ---------- |
| 1     | Rot-Weiß Koblenz I (Gerhard Audorf, Alfred Hochscheid, Günther Steines, Hubert Huppertz) | 3:16,4     |
| 2     | VfL 1863 Hagen (Willi Böhm, Waldemar Richter, Herbert Hosbach, Wolfgang Miedecke)        | 3:18,0     |
| 3     | Rot-Weiß Koblenz II (Peter Mirkes, Karl Kohlhoff, Siegfried Rheindorf, Bert Steines)     | 3:19,6     |
| 4     | CSV Marathon 1910 Krefeld (Esser, Henn, Leo Lickes, Hans Geister)                        | 3:22,2     |
| 5     | Rot-Weiß Oberhausen (Walter Krapoth, Georg Niepoth, Ernst Viebahn, Karl-Heinz Surray)    | 3:24,4     |
| 6     | 1. FC Nürnberg (Horn, Rehfeld, Mayweg, Karl-Friedrich Haas)                              | 3:24,6     |

Datum: 6. August

### 3 × 1000 m Staffel
| Platz | Verein, Besetzung                                                               | Zeit (min) |
| ----- | ------------------------------------------------------------------------------- | ---------- |
| 1     | Werder Bremen (Hans Wever, Karl Kluge, Kurt Bonah)                              | 7:28,2     |
| 2     | Rot-Weiß Oberhausen I (Heinz Hoewner, Willi Klömpken, Rolf Lamers)              | 7:30,8     |
| 3     | Rot-Weiß Oberhausen II (Werner Stein, Karl-Friedrich Dörsing, Karl Grünsfelder) | 7:33,0     |
| 4     | SpVgg. Feuerbach (Schmidt, Kurt Anderko, Siegfried Binder)                      | 7:36,8     |
| 5     | TSV Rot-Weiß Lörrach (Kirschgäßner, Günther Preschany, Hans Dengler)            | 7:37,4     |
| 6     | SC Victoria Hamburg (Mulch, Gerdes, Klaus Ketelsen)                             | 7:50,8     |

Datum: 6. August

### 10.000 m Bahngehen
| Platz | Athlet, Verein                         | Zeit (min) |
| ----- | -------------------------------------- | ---------- |
| 1     | Rudolf Lüttge (Eintracht Braunschweig) | 50:10,8    |
| 2     | Hermann Grittner (ESV Olympia Köln)    | 50:25,2    |
| 3     | Bernd Schwertel (VfR 19 Limburg)       | 50:25,4    |
| 4     | Rudolf Modes (Hamburger SV)            | 52:08,4    |
| 5     | Konrad Reichel (Bajuwaren München)     | 52:19,6    |
| 6     | Robert Kübler (TSV Allianz Stuttgart)  | 52:38,0    |

Datum: 5. August

### 50-km-Gehen
| Platz | Athlet, Verein                         | Zeit (h) |
| ----- | -------------------------------------- | -------- |
| 1     | Hermann Grittner (ESV Olympia Köln)    | 4:52,50  |
| 2     | Herbert Nagel (WSV Braunschweig)       | 4:59:34  |
| 3     | Rudolf Kabelitz (SCC Berlin)           | 5:03:53  |
| 4     | Konrad Reichel (Bajuwaren München)     | 5:04:57  |
| 5     | Walter Stoltz (Eintracht Braunschweig) | 5:14:15  |
| 6     | Gustav Peinemann (WSV Braunschweig)    | 5:20:37  |

Datum: 20. August
fand in München statt

### 50-km-Gehen, Mannschaftswertung
| Platz | Verein, Besetzung                                          | Zeit (h) |
| ----- | ---------------------------------------------------------- | -------- |
| 1     | WSV Braunschweig (Herbert Nagel, Gustav Peinemann, Ludwig) | 15:54:45 |
| 2     | SCC Berlin (Rudolf Kabelitz, Reinhold Hertel, Meier)       | 16:32:29 |
| 3     | Hamburger SV (Emil Griem, Rudolf Modes, Feucht)            | 16:51:28 |

Datum: 20. August
fand in München statt
nur 3 Mannschaften in der Wertung

### Hochsprung
| Platz | Athlet, Verein                                | Höhe (m) |
| ----- | --------------------------------------------- | -------- |
| 1     | Dieter Hoppenrath (CSV Marathon 1910 Krefeld) | 1,88     |
| 2     | Hermann Nacke (Polizei SV Kiel)               | 1,88     |
| 3     | Günter Theilmann (Eintracht Frankfurt)        | 1,86     |
| 4     | Bernd Naumann (SC Frankfurt 1880)             | 1,86     |
| 5     | Werner Bähr (Olympia Neumünster)              | 1,86     |
| 6     | Ludwig Koppenwallner (VfL München)            | 1,81     |

Datum: 5. August

### Stabhochsprung
| Platz | Athlet, Verein                      | Höhe (m) |
| ----- | ----------------------------------- | -------- |
| 1     | Hanfried Oertel (Rot-Weiß Koblenz)  | 3,90     |
| 2     | Gustav Stührk (TSV 1860 München)    | 3,90     |
| 3     | Julius Schneider (SC Pforzheim)     | 3,90     |
| 4     | Alois Eding (TSV 1860 München)      | 3,70     |
| 5     | Otto Petermüller (TSV 1860 München) | 3,70     |
| 6     | Kurt Landschulze (Preussen Krefeld) | 3,60     |

Datum: 6. August

### Weitsprung
| Platz | Athlet, Verein                                  | Weite (m) |
| ----- | ----------------------------------------------- | --------- |
| 1     | Gerhard Luther (TSV 1860 München)               | 7,25      |
| 2     | Herbert Vatter (1. FC Nürnberg)                 | 7,19      |
| 3     | Herbert Göbel (SV Korbach 09)                   | 6,98      |
| 4     | Josef Hipp (TSG Balingen)                       | 6,94      |
| 5     | Paul Bieser (ASV Nordrach)                      | 6,90      |
| 6     | Heinz Fallak (SV Schwarz-Weiß Westende Hamborn) | 6,88      |

Datum: 6. August

### Dreisprung
| Platz | Athlet, Verein                       | Weite (m) |
| ----- | ------------------------------------ | --------- |
| 1     | Werner Bodenhagen (MTV Wolfenbüttel) | 14,82     |
| 2     | Theo Strohschnieder (TV Cloppenburg) | 14,65     |
| 3     | Herbert Zimmer (Rot-Weiß Oberhausen) | 14,00     |
| 4     | Paul Rapp (Stuttgarter Kickers)      | 13,91     |
| 5     | Rudolf Waneck (TSV 1860 München)     | 13,90     |
| 6     | Werner Weiß (Preußen Münster)        | 13,86     |

Datum: 5. August

### Kugelstoßen
| Platz | Athlet, Verein                              | Weite (m) |
| ----- | ------------------------------------------- | --------- |
| 1     | Josef Bongen (TSV Viersen)                  | 14,62     |
| 2     | Otto Luh (VfB Gießen)                       | 14,51     |
| 3     | Josef Hipp (TSG Balingen)                   | 14,50     |
| 4     | Heinz Rosendahl (Schwarz-Weiß Radevormwald) | 13,50     |
| 5     | Eduard Richarz (1. FC Köln)                 | 13,47     |
| 6     | Ernst Kunz (SCC Berlin)                     | 13,38     |

Datum: 6. August

### Diskuswurf
| Platz | Athlet, Verein                              | Weite (m) |
| ----- | ------------------------------------------- | --------- |
| 1     | Josef Hipp (TSG Balingen)                   | 47,95     |
| 2     | Gerhard Hilbrecht (TSV 1860 München)        | 45,86     |
| 3     | Gustav Marktanner (Stuttgarter Kickers)     | 45,60     |
| 4     | Günther Noack (Eintracht Frankfurt)         | 44,60     |
| 5     | Heinz Rosendahl (Schwarz-Weiß Radevormwald) | 44,36     |
| 6     | Walter Janssen (Werder Bremen)              | 43,71     |

Datum: 5. August

### Hammerwurf
| Platz | Athlet, Verein                     | Weite (m) |
| ----- | ---------------------------------- | --------- |
| 1     | Karl Storch (Borussia Fulda)       | 56,05     |
| 2     | Karl Wolf (Karlsruher TV 1846)     | 53,77     |
| 3     | Karl Hagenburger (TSV Mannheim 46) | 51,79     |
| 4     | Wolfram Hausmann (VfL München)     | 51,07     |
| 5     | Erwin Blask (Eintracht Frankfurt)  | 49,09     |
| 6     | Sebastian Mayer (VfL München)      | 48,95     |

Datum: 6. August

### Speerwurf
| Platz | Athlet, Verein                  | Weite (m) |
| ----- | ------------------------------- | --------- |
| 1     | Emil Sick (Stuttgarter Kickers) | 63,52     |
| 2     | Herbert Hauer (DSD Düsseldorf)  | 61,47     |
| 3     | Heinrich Will (Rendsburger TSV) | 61,32     |
| 4     | Gerhard Keller (TSV Süßen)      | 58,81     |
| 5     | Willi Haas (SV Saulgau)         | 58,69     |
| 6     | Johannes Boeder (OSC Berlin)    | 55,53     |

Datum: 6. August

### Fünfkampf,1934er Wertung
| Platz | Athlet, Verein                         | P – offiz. Wert. | P – 85er Wert. |
| ----- | -------------------------------------- | ---------------- | -------------- |
| 1     | Josef Hipp (TSG Balingen)              | 3849             | 3621           |
| 2     | Gerhard Luther (TSV 1860 München)      | 3776             | 3610           |
| 3     | Günter Theilmann (Eintracht Frankfurt) | 3687             | 3520           |
| 4     | Ludwig Koppenwallner (VfL München)     | 3558             | 3407           |
| 5     | Friedel Schirmer (FC Stadthagen)       | 3502             | 3372           |
| 6     | Hans Mörath (LBV Phönix Lübeck)        | 3466             | 3350           |

Datum: 19. August
fand in Kassel statt
Gewertet wurden die Disziplinen vom 1. Tag des Zehnkampfs (sog. „Deutscher Fünfkampf“): 100 m, Weitsprung, Kugelstoßen, Hochsprung, 400 m.

### Zehnkampf,1934er Wertung
| Platz | Athlet, Verein                     | P – offiz. Wert. | P – 85er Wert. |
| ----- | ---------------------------------- | ---------------- | -------------- |
| 1     | Josef Hipp (TSG Balingen)          | 7074             | 6658           |
| 2     | Gerhard Luther (TSV 1860 München)  | 6641             | 6388           |
| 3     | Ludwig Koppenwallner (VfL München) | 6355             | 6163           |
| 4     | Friedel Schirmer (FC Stadthagen)   | 6201             | 6068           |
| 5     | Horst Bodenstein (TK Hannover)     | 6201             | 6082           |
| 6     | Hans Mörath (LBV Phönix Lübeck)    | 6161             | 6026           |

Datum: 19./20. August
fand in Kassel statt

### Waldlauf–7500m
| Platz | Athlet, Verein                             | Zeit (min) |
| ----- | ------------------------------------------ | ---------- |
| 1     | Otto Eitel (TSV Esslingen)                 | 23:08,0    |
| 2     | Herbert Schade (Barmer TV 1846 Wuppertal)  | 23:46,9    |
| 3     | Helmut Gude (TSV Esslingen)                | 23:57,0    |
| 4     | Ludwig Kaindl (TSV 1860 München)           | 24:15,0    |
| 5     | Hermann Eberlein (TSV 1860 München)        | 24:17,0    |
| 6     | Heinrich Braun (Schwarz-Weiß Radevormwald) | 24:18,2    |

Datum: 24. April
fand in München statt

### Waldlauf–7500m, Mannschaftswertung
| Platz | Verein, Besetzung                                                     | (Pkte)               |
| ----- | --------------------------------------------------------------------- | -------------------- |
| 1     | TSV Esslingen (Otto Eitel, Helmut Gude, Helmut Bolzhauser)            | 12 (Plätze 01/03/09) |
| 2     | TSV 1860 München (Ludwig Kaindl, Hermann Eberlein, Hans Glöckler)     | 21 (Plätze 04/05/20) |
| 3     | Rot-Weiß Koblenz (Willi Holtkamp, Günther Hennerici, v. Stackelberg)  | 31 (Plätze 07/12/24) |
| 4     | Barmer TV 1846 Wuppertal (Herbert Schade, Peter Maassen, Steigerwald) | 34 (Plätze 02/21/28) |
| 5     | SCC Berlin (Siegfried Steller, Lieck, Hans Scharnbeck)                | 44 (Plätze 08/25/29) |
| 6     | SC Victoria Hamburg (Klaus Ketelsen, Droz, H. Becker)                 | 45 (Plätze 15/22/0?) |

Datum: 24. April
fand in München statt

## Meisterschaftsresultate Frauen

### 100 m
| Platz | Athletin, Verein                               | Zeit (s) |
| ----- | ---------------------------------------------- | -------- |
| 1     | Margot Glöckner (Eintracht Frankfurt)          | 12,1     |
| 2     | Maria Sander, geb. Domagala (SuS 09 Dinslaken) | 12,2     |
| 3     | Marga Petersen (Werder Bremen)                 | 12,2     |
| 4     | Maria Hertneck (SV Vaihingen)                  | 12,4     |
| 5     | Ursula Knab (USC Heidelberg)                   | 12,5     |
| 6     | Helga Kluge, geb. Huhn (Werder Bremen)         | 12,5     |

Datum: 6. August

### 200 m
| Platz | Athletin, Verein                       | Zeit (s) |
| ----- | -------------------------------------- | -------- |
| 1     | Maria Hertneck (SV Vaihingen)          | 25,9     |
| 2     | Edith Schürmann (Rot-Weiß Oberhausen)  | 26,0     |
| 3     | Christel Neukirch (Bonner FV)          | 26,1     |
| 4     | Lotte Püll (CSV Marathon 1910 Krefeld) | 26,3     |
| 5     | Paula Engelsperger (VfL München)       | 26,4     |
| DSQ   | Karin Fehring (MTV München von 1879)   |          |

Datum: 5. August

### 80 m Hürden
| Platz | Athletin, Verein                        | Zeit (s) |
| ----- | --------------------------------------- | -------- |
| 1     | Anneliese Seonbuchner (1. FC Nürnberg)  | 12,1     |
| 2     | Lotte Wackersreuther (1. FC Nürnberg)   | 12,2     |
| 3     | Hildegard Hellwig (VfB 06/08 Remscheid) | 12,3     |
| 4     | Lore Fauth (Stuttgarter Kickers)        | 12,3     |
| 5     | Monika Rütel (Holstein Kiel)            | 12,5     |
| 6     | Waltraud Preker (OSV Hörde)             | 12,6     |

Datum: 5. August

### 4 × 100 m Staffel
| Platz | Verein, Besetzung                                                                         | Zeit (s) |
| ----- | ----------------------------------------------------------------------------------------- | -------- |
| 1     | MTV 1879 München (Ida Adler, Erika Eckelt, Grabmaier, Karin Fehring)                      | 49,2     |
| 2     | Werder Bremen (Alwine Schulz, Lena Stumpf, Helga Kluge – geb. Huhn, Marga Petersen)       | 49,2     |
| 3     | Eintracht Frankfurt (Presslmair, Buchmaier, Margot Glöckner, Reich)                       | 49,8     |
| 4     | OSV Hörde (Ufer, Waltraud Preker, Elisabeth Schmitz, Rösen)                               | 49,9     |
| 5     | TK Hannover (Langner, Elfriede von Nitzsch – geb. Brunemann, Wippermann, Regina Lorberg)  | 50,5     |
| DSQ   | 1. FC Nürnberg (Wilhelmine Schubert, Anneliese Seonbuchner, Grügel, Lotte Wackersreuther) |          |

Datum: 6. August

### Hochsprung
| Platz | Athletin, Verein                              | Höhe (m) |
| ----- | --------------------------------------------- | -------- |
| 1     | Toni Butz (FC Singen 04)                      | 1,57     |
| 2     | Grete Beickelmann (TuS Opladen)               | 1,56     |
| 3     | Erika Eckelt (MTV 1879 München)               | 1,54     |
| 4     | Margarete von Buchholtz (Stuttgarter Kickers) | 1,54     |
| 5     | Frieda Strüver (TS Jahn München)              | 1,51     |
| 6     | Ursula Ehrhardt (Rot-Weiß Koblenz)            | 1,50     |

Datum: 6. August

### Weitsprung
| Platz | Athletin, Verein                                      | Weite (m) |
| ----- | ----------------------------------------------------- | --------- |
| 1     | Lena Stumpf (Werder Bremen)                           | 5,86      |
| 2     | Leni Hofknecht (Bayreuther Turnerschaft)              | 5,60      |
| 3     | Elisabeth Schmitz (OSV Hörde)                         | 5,58      |
| 4     | Ruth Klüver (TSV Rot-Weiß Niebüll)                    | 5,53      |
| 5     | Irmgard Schmelzer, geb. Kirchhoff (KSV Hessen Kassel) | 5,44      |
| 6     | Kläre Vorthmann (SSV Wuppertal)                       | 5,44      |

Datum: 5. August

### Kugelstoßen
| Platz | Athletin, Verein                      | Weite (m) |
| ----- | ------------------------------------- | --------- |
| 1     | Dorothea Kreß (VfL Pinneberg)         | 12,34     |
| 2     | Hilde Siemer (Oldenburger Turnerbund) | 12,19     |
| 3     | Lilli Kähler (USC Heidelberg)         | 11,99     |
| 4     | Lena Stumpf (Werder Bremen)           | 11,71     |
| 5     | Gerda Hagen (Post SV Düsseldorf)      | 11,59     |
| 6     | Erika Eckelt (MTV München von 1879)   | 11,53     |

Datum: 5. August

### Diskuswurf
| Platz | Athletin, Verein                        | Weite (m) |
| ----- | --------------------------------------- | --------- |
| 1     | Karen Sonneck, geb. Uthke (ASV Köln)    | 42,01     |
| 2     | Hella Hettich (FC Singen 04)            | 39,61     |
| 3     | Else Hümmer, geb. Graf (1. FC Nürnberg) | 39,04     |
| 4     | ina Rathsack (Hamburger SV)             | 38,68     |
| 5     | Grete Warnecke (Werder Bremen)          | 38,14     |
| 6     | Ilse Peters (Eintracht Frankfurt)       | 36,95     |

Datum: 6. August

### Speerwurf
| Platz | Athletin, Verein                          | Weite (m) |
| ----- | ----------------------------------------- | --------- |
| 1     | Marlies Müller (Rot-Weiß Koblenz)         | 44,26     |
| 2     | Gisela Maier (Stuttgarter Kickers)        | 40,09     |
| 3     | Helga Karsten (SV St. Georg 1895 Hamburg) | 38,50     |
| 4     | Liesel Hillebrandt (TK Hannover)          | 38,46     |
| 5     | Lisa Gelius (MTV München von 1879)        | 37,99     |
| 6     | Sophie Hasenmaile (TG Biberach)           | 37,58     |

Datum: 6. August

### Fünfkampf
| Platz | Athletin, Verein                               | P – offiz. Wert. | P – 55er Wert. |
| ----- | ---------------------------------------------- | ---------------- | -------------- |
| 1     | Maria Sander, geb. Domagala (SuS 09 Dinslaken) | 424              | 4288           |
| 2     | Lena Stumpf (Werder Bremen)                    | 413              | 4176           |
| 3     | Lore Fauth (Stuttgarter Kickers)               | 368              | 3996           |
| 4     | Anneliese Seonbuchner (1. FC Nürnberg)         | 354              | 3911           |
| 5     | Elisabeth Groß (1. FC Nürnberg)                | 333              | 3746           |
| 6     | Hilde Quast (Rot-Weiß Koblenz)                 | 330              | 3755           |

Datum: 19./20. August
fand in Kassel statt
Der Fünfkampf wurde nach einer älteren deutschen Punktetabelle des Frauen-Fünfkampfs gewertet, Disziplinen: Tag 1 – Kugelstoß, Hochsprung, 200 m / Tag 2 – 80 m Hürden, Weitsprung.

## Video
- Filmausschnitte u. a. von den Deutschen Leichtathletikmeisterschaften 1950 auf filmothek.bundesarchiv.de, Bereich: 7:00 min bis 8:22 min, abgerufen am 20. April 2021